# Tłumik drgań skrętnych

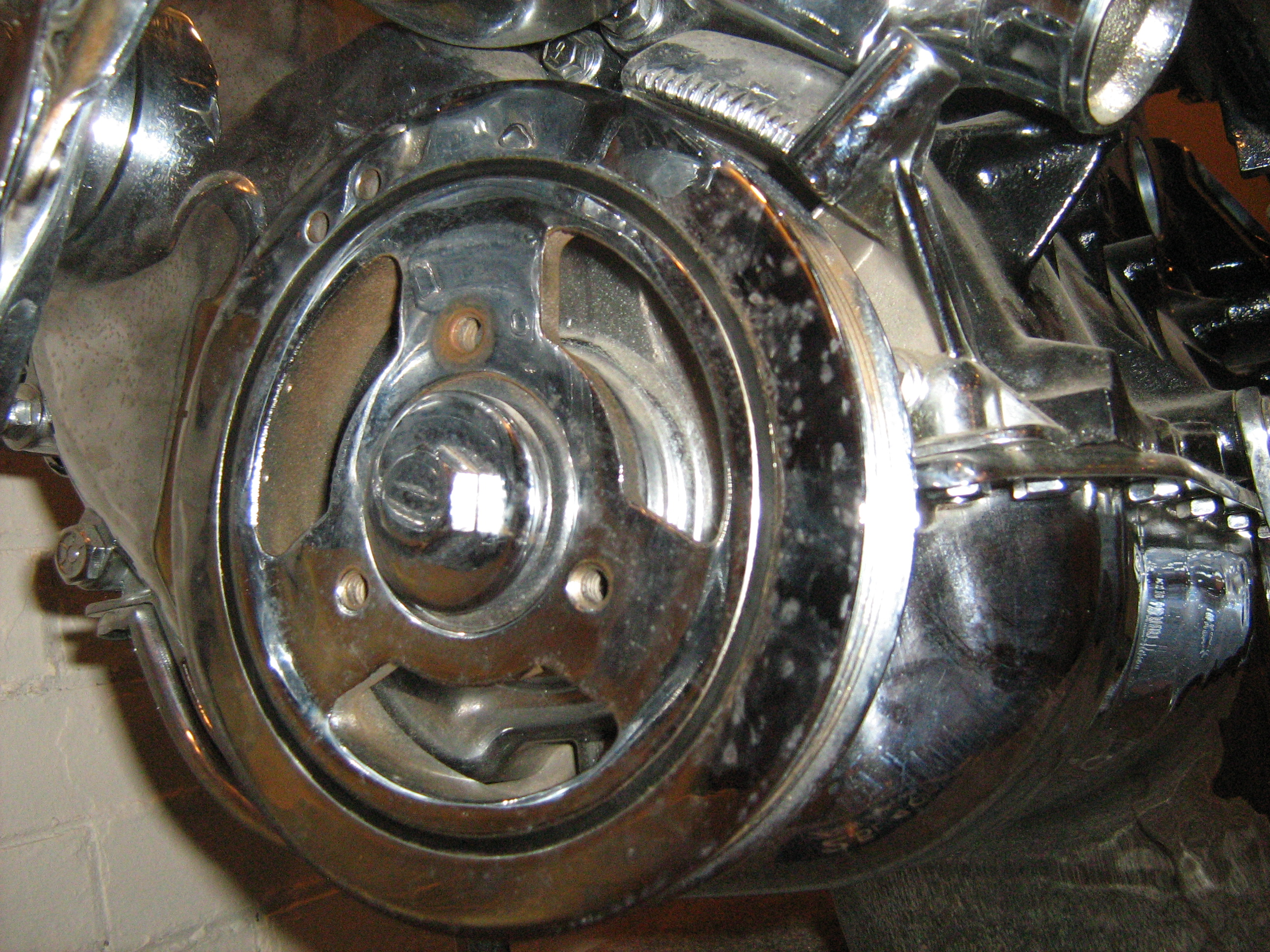
Koło pasowe z tłumikiem drgań skrętnych na silniku czterocylindrowym

Tłumik drgań skrętnych – urządzenie połączone z wałem korbowym, którego celem jest zmniejszenie drgań skrętnych. Znajduje zastosowanie w nowoczesnych konstrukcjach silników spalinowych montowanych w samochodach. Drgania wywołane przez wał korbowy przenoszone są na dalsze elementy układu przeniesienia napędy, czyli na skrzynię biegów oraz wały napędowe. Tłumik drgań skrętnych pozwala na redukcję szkodliwych dla tych podzespołów drgań. Poprawia również komfort jazdy. Rozwiązanie to wykorzystywane jest szczególnie w silnikach Diesla oraz jednostkach benzynowych o dużej pojemności. Służy również jako koło pasowe do pasów napędowych.

## Objawy uszkodzenia tłumika drgań skrętnych w samochodzie
Znaczne obciążenia, z którymi musi radzić sobie tłumik drgań skrętnych podczas codziennej eksploatacji naszego samochodu sprawiają, że po pewnym czasie może on ulec uszkodzeniu. Głównymi objawami awarii tego podzespołu jest charakterystyczny hałas oraz stukanie słyszalne podczas jazdy, szczególnie podczas dodawania lub ujmowania gazu, a także znaczna ilość drgań, które pojawiają się szczególnie przy niskich obrotach silnika i pod znacznym obciążeniem, np. podczas jazdy pod górę na wysokim biegu.